# 神島級佈雷艇
神島級佈雷艇為日本帝國海軍在1945年為了國土防禦戰備趕造的佈雷艇，原本下訂9艘，最後只有2艘開工，其中1艘在戰後完成。

## 簡介
1945年戰局敗象日濃的日本，為了強化本土戰備大量在宗谷海峽、津輕海峽、對馬海峽等地布設水雷，但出海的軍艦大量遭盟軍給摧毀，防禦加緊趕工因戰損而數量吃緊的佈雷艦；計畫中的趕製佈雷艦有兩款:較大型的佈雷艦為戰時標準船改造的箕面號佈雷艦，小型的則是神島級。神島級訂製了9艘，但只有2艘在1945年2月開工，艦艇設計使用測天級佈雷艇設計簡化，原本的德製柴油主機則使用丙級海防艦上動力輸出較差但量產來源無慮的艦本式柴油引擎。
由於是趕工製造，船體的設計大量簡略運用直線設計降低工程難度，甚至原本圓形的煙囪設計也因簡化工序而變成六角型設計；加上增加的防禦火力及偵蒐裝備，雖然是相同船型卻比前級還要重，導致其航速與操艦性能都較前級弱化。
動工的神島級2艘中，1艘在1945年7月完工，另一艘在1945年8月日本戰敗時完成9成；最後盟軍決定將它完工擔負戰後復員運輸艦職責，並在任務結束後作為給盟軍賠償艦，在1947年分別遭擊沉或拆解。

## 參考資料

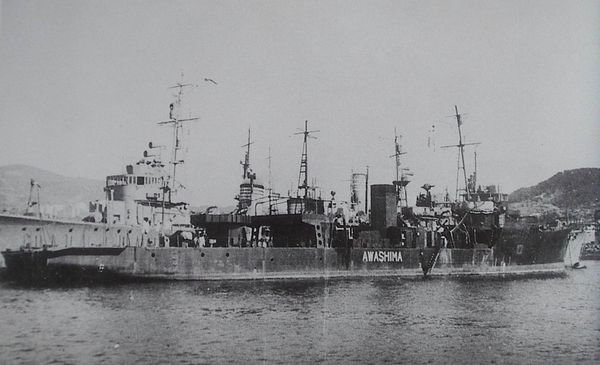
1947年的彦島號

## 同級艦
| 造艦編號    | 艦名         | 造船廠         | 開工          | 下水          | 完工          | 結局 |
| 1801        | 神島號佈雷艇 | 佐世保海軍工廠 | 1945年2月20日 | 1945年6月12日 | 1945年7月30日 | 1945年9月5日除役，移交給蘇聯海軍，後停泊在納霍德卡在1947年10月3日拆解。                                        |
| 1802        | 粟島號佈雷艇 | 佐世保海軍工廠 | 1945年2月20日 | 1945年7月26日 | 1946年4月18日 | 戰爭結束前已完成造艦進度90%，1947年10月1日移交給蘇聯海軍，10月7日擊沉於35°24′N 123°53′E / 35.400°N 123.883°E。 |
| 1803 - 1806 |              |                |               |               |               | 1945年5月造艦計畫取消                                                                                          |
| 1807        | 彦島號佈雷艦 | 佐世保海軍工廠 |               |               |               | 1945年5月造艦計畫取消                                                                                          |
| 1808 - 1809 |              |                |               |               |               | 1945年5月造艦計畫取消                                                                                          |